# لوئیجینا جاووتی
لوئیجینا جاووتی (ایتالیایی: Luigina Giavotti؛ ۱۲ اکتبر ۱۹۱۶ – ۴ اوت ۱۹۷۶) ژیمناست هنری اهل ایتالیا بود.
وی در مسابقات کشوری و بین‌المللی در مجموع برندهٔ ۱ مدال نقره شده‌است.